# Tropidion enochrum
Tropidion enochrum là một loài bọ cánh cứng trong họ Cerambycidae.